# Фингер, Урсель
Урсула Элизабет (Урсель) Фингер (нем. Ursula Elisabeth (Ursel) Finger, в замужестве — Моррисон англ. Morrison, 5 июля 1929, Саарбрюккен — 22 февраля 2015, Сан-Диего, Калифорния) — саарская легкоатлетка, выступавшая в беге на короткие дистанции и прыжках в длину. Участница летних Олимпийских игр 1952 года. Первая женщина, представлявшая Саар на Олимпиаде.

## Биография
Урсель Фингер родилась 5 июля 1929 года в городе Саарбрюккен во французском протекторате Саар (сейчас в Германии).
Выступала в легкоатлетических соревнованиях за АТСВ из Саарбрюккена.
В 1952 году вошла в состав сборной Саара на летних Олимпийских играх в Хельсинки. В прыжках в длину заняла 25-е место в квалификации, показав результат 5,27 местра и не добрав всего 3 сантиметра до норматива, который было необходимо выполнить для попадания в финал. В эстафете 4х100 метров сборная Саара, за которую также выступали Инге Гласхёрстер, Хильда Антес и Инге Эккель, заняла последнее, 5-е место в полуфинале, финишировав с рекордом страны 49,22 секунды и уступив 1,9 секунды попавшей в финал со 2-го места сборной Нидерландов.
Фингер стала первой женщиной, представлявшей Саар на Олимпиадах.
В 1954 году участвовала в чемпионате Европы по лёгкой атлетике в Берне. В прыжках в длину заняла 18-е место (5,24), в эстафете 4х100 метров сборная Саара, за которую также выступали Эккель, Хельга Хоффман и Труди Шаллер, заняла последнее, 5-е место в полуфинале с рекордом страны — 48,3.
Впоследствии эмигрировала в США.
Умерла 22 февраля 2015 года в американском городе Сан-Диего.

## Личные рекорды
- Бег на 100 метров — 12,4 (1956)[1]
- Прыжки в длину — 5,66 (1954)[1]